# Mike McCormack
Mike McCormack (Londres, 1965) és un novel·lista i autor de narrativa breu irlandès. Ha publicat dues col·leccions de narracions breus, Getting It In the Head i Forensic Songs, i tres novel·les, Crowe's Requiem, Notes from a Coma i Solar Bones. Ha estat descrit com "un escriptor malauradament negligit.".
Si bé McCormack va néixer a Londres, va créixer en una granja a Louisburgh, Comtat de Mayo, i va estudiar anglès i filosofia a la National University of Ireland, a Galway. El 1996 li fou concedit el Rooney Prize for Irish Literature. L'any 1998,  Getting It In the Head  fou votat com a "Llibre destacat de l'any" (Notable Book of the Year) del New York Times.
El juny de 2018, McCormack va guanyar el Dublin Literary Prize, dotat amb 100,000'- €, pel seu llibre Solar Bones.

## Obres
- 1996 - Getting It In the Head
- 1998 - Crowe's Requiem
- 2005 - Notes from a Coma
- 2012 - Forensic Songs
- 2016 - Solar Bones